# Prins Alexander
Pour un article plus général, voir Rotterdam.
Prins Alexander est un arrondissement de Rotterdam. Au 1er janvier 2017, sa population comptait 94 901 habitants.

## Histoire

### Le polder Prins Alexander

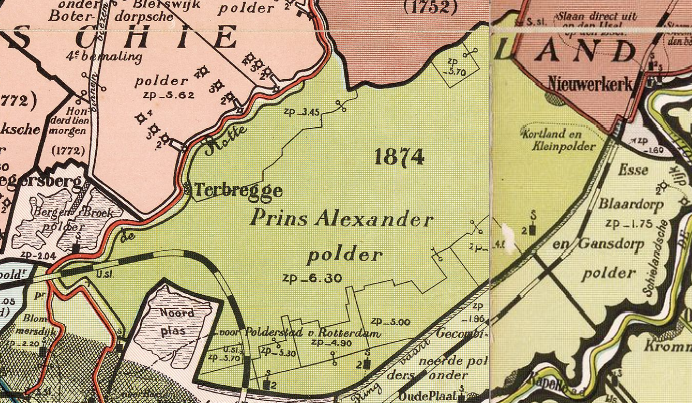
Carte du polder Prins Alexander

De grandes parties de l'arrondissement se situent sur l'ancien polder Prins Alexander. Ce polder a été récupéré sur des tourbières, près de la rivière Rotte, au nord-est de la ville. Au total, quatorze tourbières ont été asséchées. Les tourbières ont été drainées entre 1865 et 1874, donnant 2 660 acres de terres agricoles. Le polder a été nommé d'après le prince Alexandre des Pays-Bas (1851-1884).

## Les quartiers de l'arrondissement
- Het Lage Land
- Kralingseveer
- Nesselande
- Ommoord
- Oosterflank
- Prinsenland
- Zevenkamp

## Transports publics

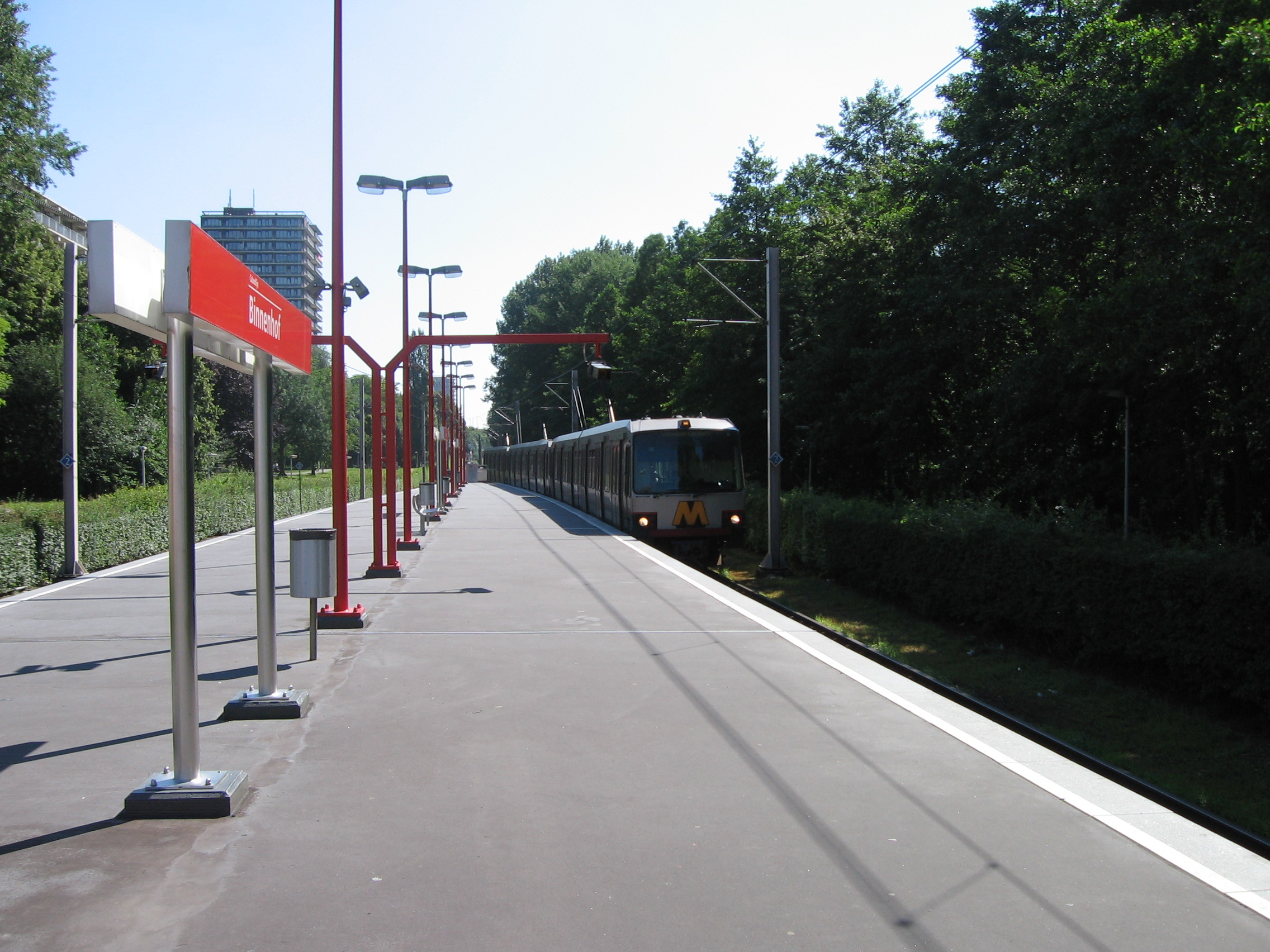
Station de tramway Binnenhof

Prins Alexander est desservi par les lignes de métro A et B. La station Binnenhof, ouverte en 1983, est sur la ligne A et la station Nesselande sur la ligne B.
La gare de Rotterdam-Alexander, sur la ligne principale Rotterdam - Utrecht, est située dans le centre de l'arrondissement.